# Penisola Clark
La penisola Clark è una penisola rocciosa situata nella Terra di Wilkes, in Antartide, e in particolare lungo la costa di Budd. La penisola, che raggiunge una lunghezza e una larghezza di circa 3 km si trova in particolare tra la baia di Newcomb, a sud, e la baia di Moora, a nord, dove si estende verso ovest terminando con il promontorio di punta Stonehocker.

## Storia
La penisola Clark è stata mappata per la prima volta grazie a fotografie aeree scattate durante l'Operazione Highjump, condotta dalla marina militare statunitense, nel febbraio 1947, quando fu scambiata per un'isola unita alla costa da una lingua glaciale. In seguito, essa fu nuovamente sorvolata nel 1956 sia da una spedizione sovietica che da una spedizione australiana. Fu però solamente nel 1957, quando sulla formazione fu costruita la Stazione Wilkes, che i ricercatori, guidati da Carl R. Eklund, si resero conto che si trattava in effetti di una penisola e non di un'isola. Questa fu quindi battezzata con il suo attuale nome dal Comitato consultivo dei nomi antartici in onore del capitano John E. Clark, comandante della USS Currituck, navemadre del reparto occidentale della sopraccitata Operazione Highjump.

## Conservazione
Sulla penisola Clark, un'area di un'area di circa 938 ettari è stata designata Area Specialmente Protetta dell'Antartide (codice ASPA 136), in virtù dei programmi di ricerca e dei continui studi effettuati sulle piante che la popolano e sulle colonie di pinguini di Adelia che in essa nidificano. Sia per quest'ultimo aspetto che per il fatto che la penisola ospita altre specie nidificanti, come l'uccello delle tempeste di Wilson e lo stercorario di McCormick, l'area è stata anche nominata Important Bird and Biodiversity Area.